# リゾート・ワールド・ラスベガス
リゾーツ・ワールド・ラスベガス（en : Resorts World Las Vegas)はネバダ州ラスベガスのカジノ・リゾート。

## 歴史
2007年、ボイド・グループがスターダスト跡地にエシュロン・プレイスというカジノ・コンプレックスの建設を行うが、2008年の景気後退により工事はストップしてしまう。
2013年ボイド・グループは35ヘクタールの土地をジェンティング・グループに$350 millionで売却。建設途中のエシュロン・プレイスを利用する形でりソート・ワールドという新しい施設のオープンを目指した。
2015年に建設開始のイベントが行われ、オープンは2018年中頃と発表された。パンダの展示とウォーターパークの設置も計画された。ホテルは6,583部屋もの巨大なもので総床面積は2,029,681.9 m2
2016年2月、完成が2019年になると発表され、その後2017年には2020年になるとされた。